# Francesco Cuccarese

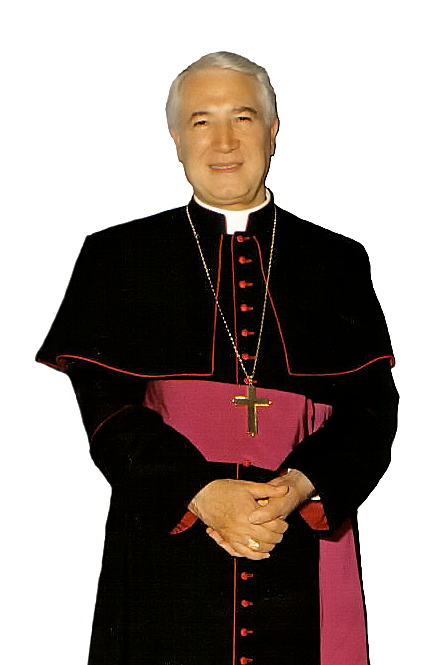
Francesco Cuccarese (2012)

Francesco Cuccarese (* 8. März 1930 in Tursi, Provinz Matera; † 11. März 2025 in Rom) war ein italienischer Geistlicher und römisch-katholischer Erzbischof von Pescara-Penne.

## Leben
Francesco Cuccarese empfing am 19. Juli 1953 die Priesterweihe für das Bistum Anglona-Tursi, dessen Generalvikar er wurde.
Papst Johannes Paul II. ernannte ihn am 12. Februar 1979 zum Erzbischof von Acerenza. Die Bischofsweihe spendete ihm Kurienkardinal Sebastiano Baggio am 1. April desselben Jahres in der Kathedrale von Tursi; Mitkonsekratoren waren Dino Tomassini, Bischof von Assisi und Nocera Umbra-Gualdo Tadino, sowie Vincenzo Franco, Bischof von Tursi-Lagonegro. Nach dem Erdbeben von Irpinia im November 1980 unterstützte Cuccarese die Arbeit der Caritas vor Ort.
Am 6. Juni 1987 berief ihn Johannes Paul II. zum Bischof von Caserta unter Beibehaltung des persönlichen Titels eines Erzbischofs. Am 21. April 1990 wurde er zum Erzbischof von Pescara-Penne ernannt. Francesco Cuccarese war darüber hinaus Ritter des Konstantinordens.
Am 4. November 2005 nahm Papst Benedikt XVI. sein aus Altersgründen vorgebrachtes Rücktrittsgesuch an. Am 17. Dezember desselben Jahres wurde er Kanoniker an St. Peter. Er starb am 11. März 2025 in Rom im Alter von 95 Jahren.
Francesco Cuccarese war Mitglied des Konstantinorden.

## Schriften
- La famiglia in preghiera, Caserta, 1989
- Il ritorno a Pietro, Edizioni Pro Sanctitate, 1991
- Una Chiesa fedele a Dio e agli uomini. Santi a immagine della Trinità e missionari nel suo nome, Editrice Elledici 2003